# Luke James
Luke James Boyd (* 13. Juni 1984 in New Orleans), Bühnenname Luke James, ist ein US-amerikanischer R&B-Musiker und Songwriter, der auch einige Auftritte als Schauspieler hatte. Mit seinem Debütalbum war er 2014 in den Charts erfolgreich. Für eine Single und sein zweites Album To Feel Love/d erhielt er zwei Grammy-Nominierungen.

## Biografie
Luke James wuchs in New Orleans auf. In seiner Schulzeit war er Teil des Trios Upskale, das um 2000 als Vorgruppe für Brian McKnight auftrat. Nach seinem Schulabschluss ging er nach Los Angeles. Dort war er Teil von Luke & Q mit Quinten Spears, das Duo veröffentlichte 2006 eine Single, und war ansonsten Backgroundsänger unter anderem von Tyrese. Vor allem war er aber als Songwriter erfolgreich und war an Songs von Tank, Charlie Wilson, Britney Spears und Justin Bieber beteiligt.
Seine ersten Soloveröffentlichungen machte er ab 2011 mit zwei Mixtapes und 2012 mit der Single I Want You. Damit platzierte er sich in den Hot R&B/Hip-Hop Songs und wurde in der Kategorie Beste R&B-Darbietung für einen Grammy nominiert. Mit Options, einer Zusammenarbeit mit Rick Ross, folgte 2014 ein weiterer R&B-Hit, der eine weitere Grammy-Nominierung brachte, allerdings nicht für ihn, weil er am Song nicht mitgeschrieben hatte. Die Single beförderte auch sein Debütalbum Luke James, das im selben Jahr erschien und es auf Platz 54 der offiziellen Albumcharts und in die Top 10 der R&B-Alben schaffte.
Danach veröffentlichte er weitere Singles, machte auch einen Abstecher in Film und Fernsehen, wo er einige musikalische Rollen übernahm. Unter anderem spielte er Sean „Puffy“ Combs in Unsolved: The Murders of Tupac and the Notorious B.I.G. 2019 widmete er sich wieder verstärkt der eigenen Musik und hatte mit Go Girl, unterstützt von BJ the Chicago Kid und Ro James einen weiteren R&B-Hit. Sein zweites Soloalbum To Feel Love/d erschien am Jahresende. Es kam zwar nicht in die Charts, brachte ihm aber seine zweite Grammy-Nominierung als bestes R&B-Album.

## Diskografie
Alben
- #Luke (Mixtape, 2011)
- Whispers in the Dark (Mixtape, 2012)
- Luke James (2014)
- To Feel Love/d (2020)

Lieder
- Make Love to Me (2012)
- I Want You (2012)
- Oh God (featuring Hit-Boy, 2013)
- Options (featuring Rick Ross, 2014)
- Drip (2017)
- World to Me (2017)
- These Arms (2018)
- Breathless (mit Jude Demorest, 2019)
- Go Girl (featuring BJ the Chicago Kid & Ro James, 2019)
- All of Your Love (2019)
- Blow (2019)